# Giovanni Santi
Giovanni Santi (Colbordolo, c. 1435 - Urbino, 1494) foi um pintor e poeta do Renascimento italiano, autor de uma famosa crônica em verso sobre sua cidade natal, dedicada também aos feitos de Federico da Montefeltro. Foi pai de Rafael.

## Vida e obra
Discípulo de Piero della Francesca, Giovanni foi fortemente influenciado pela estética de Fiorenzo di Lorenzo. É provável que também tenha sido amigo e colaborador de Melozzo da Forlì, destacado mestre na região da Emília-Romanha.
Pintor da corte de Urbino, Giovanni executou principalmente obras de temática religiosa. Conservam-se hoje alguns retábulos de sua autoria, dois dos quais na Alte Nationalgalerie de Berlim. Pintou também algumas madonas, conservadas em museus e igrejas da Itália e na National Gallery de Londres, além de uma Anunciação na Pinacoteca di Brera, um Cristo Ressuscitado no Museu de Belas Artes de Budapeste, entre outras.
No campo da poesia, escreveu uma famosa crônica em verso em homenagem a sua cidade natal e a seu protetor, Federico da Montefeltro, o duque de Urbino, seguindo-se de um discurso sobre a pintura italiana e flamenga do final do século XV, citando os 27 pintores mais representativos de seu tempo.